# Músculo gastrocnemio
El músculo gastrocnemio, también llamado musculus gastrocnemius y popularmente gemelos, por estar separado en dos mitades, está situado en la región posterior de la pierna y es el músculo más superficial de la pantorrilla. Está ubicado sobre el músculo sóleo y se extiende desde los cóndilos femorales, porción superior, hasta el tendón calcáneo en su porción inferior. Es voluminoso, oval, aplanado, con dos cabezas: «medial» y «lateral». Se dice que es un músculo biauricular ya que en su trayecto atraviesa dos articulaciones, la de la rodilla y la del tobillo.
El músculo recibe su nombre del latín procedente a su vez del griego γαστήρ (gaster) 'vientre' o 'estómago' y κνήμη (knḗmē) 'pierna', que significa 'estómago de la pierna' (refiriéndose a la forma abultada de la pantorrilla).

## División
- Cabeza medial: Se origina en la depresión supracondílea medial de fémur, mediante un tendón fuerte. También, a través de fibras musculares y fibras tendinosas cortas, en un tubérculo ubicado sobre el cóndilo medial y el casquete condíleo medial.
- Cabeza lateral: Se origina en una fosa situada por detrás del epicóndilo lateral del fémur a través de un tendón. También, se origina en el casquete condíleo correspondiente a través de fibras musculares y fibras tendinosas cortas.[2]

- Porción inferior: Se inserta mediante una aponeurosis que se estrecha y forma, junto con el tendón del sóleo, el tendón de Aquiles, en la cara posterior del calcáneo. El tendón de Aquiles es conocido como el más voluminoso del cuerpo humano.

## Inervación
Cada una de las cabezas del músculo gastrocnemio está inervada por una rama del nervio tibial, con raíz en S1 y S2. El área de piel que está cubriendo al músculo se inerva mediante los nervios L4, L5 Y S2.

## Función
Provoca la flexión plantar del pie y contribuye débilmente a la flexión de la rodilla. Su importancia radica en ser el motor principal en la propulsión al inicio de la marcha.

## Imágenes adicionales

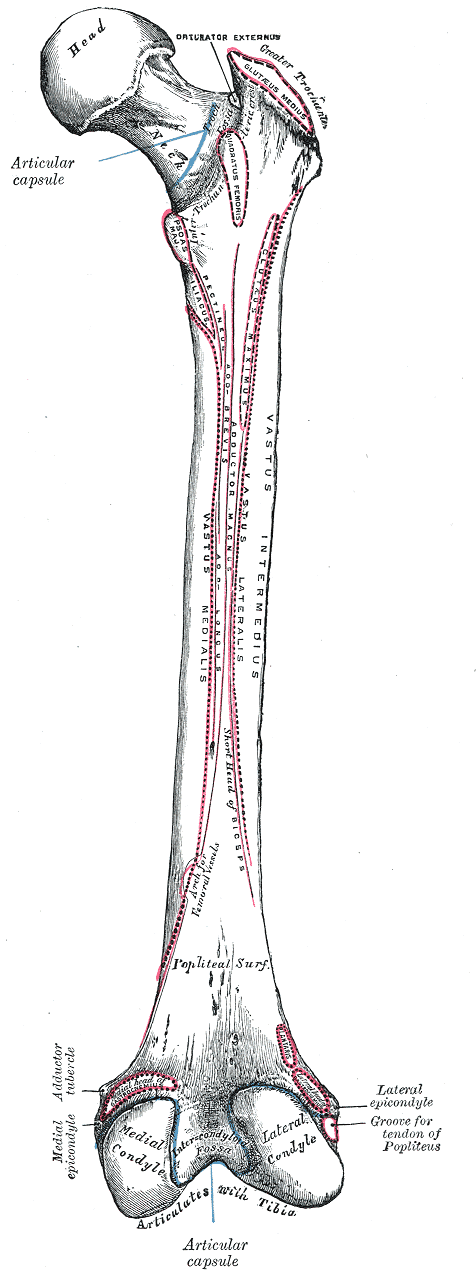
Fémur derecho. Superficie posterior.
Sección transversal de la mitad de la pierna izquierda desde una vista craneal.
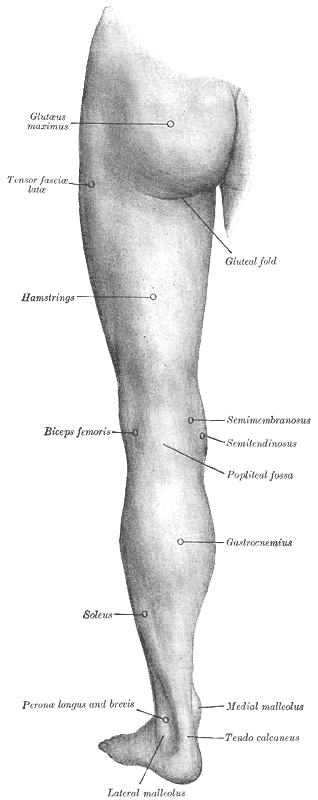
Cara posterior de la extremidad inferior izquierda.
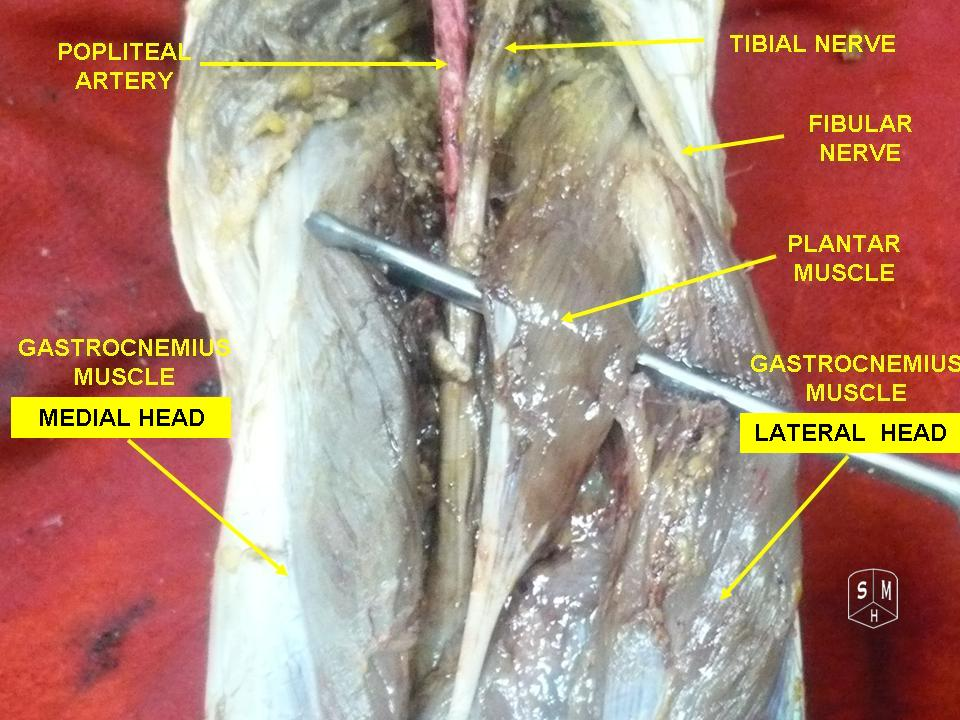
Músculo gastrocnemio.
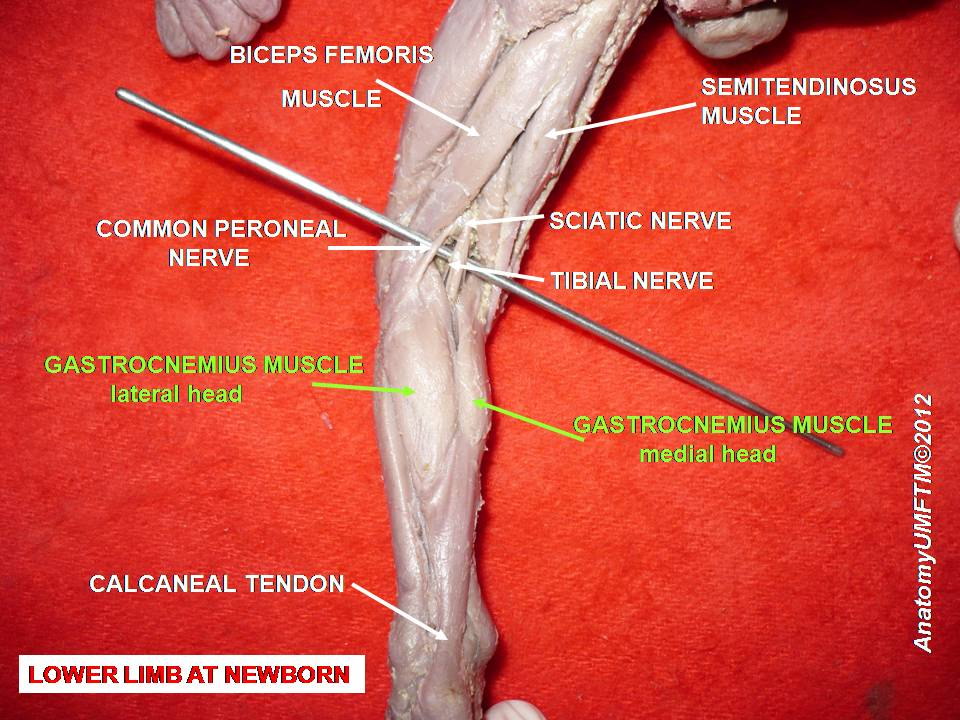
Músculo gastrocnemio.
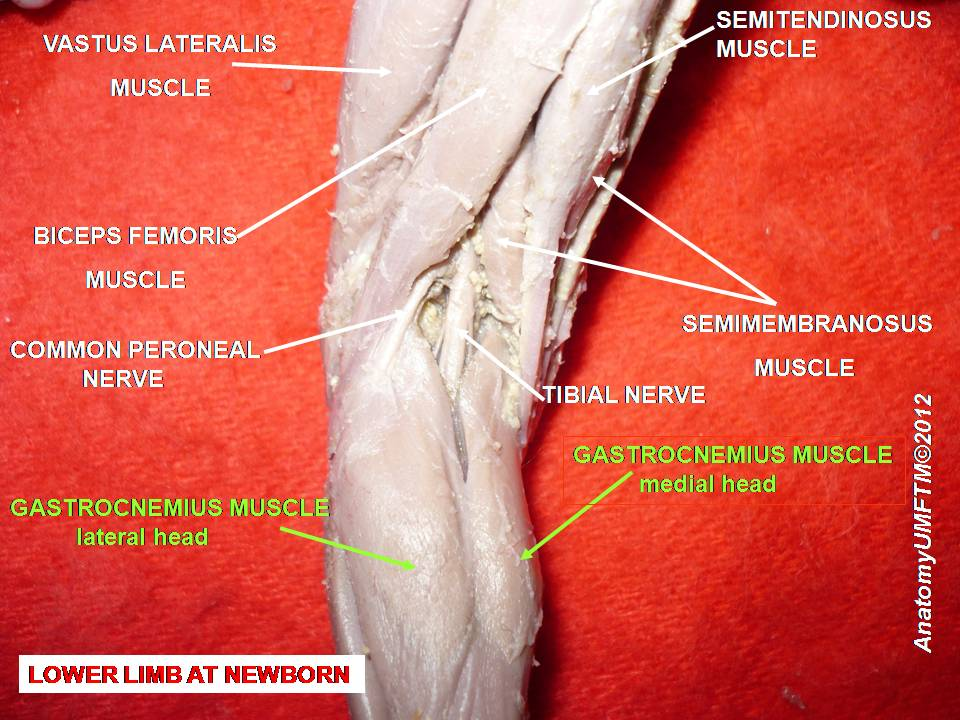
Músculo gastrocnemio.